# Ханкасалми
Ханкасалми (фин. Hankasalmi) — община в провинции Центральная Финляндия, Финляндия. Общая площадь территории — 687,75 км², из которых 115,89 км² — вода.

## Демография
На 31 января 2011 года в общине Ханкасалми проживало 5545 человек: 2754 мужчины и 2791 женщина.
Финский язык является родным для 98,99 % жителей, шведский — для 0,14 %. Прочие языки являются родными для 0,87 % жителей общины.
Возрастной состав населения:
- до 14 лет — 15,44 %
- от 15 до 64 лет — 60,38 %
- от 65 лет — 24,13 %

Изменение численности населения по годам:
| Год  | Численность |
| ---- | ----------- |
| 1980 | 6144        |
| 1990 | 6070        |
| 2000 | 5745        |
| 2010 | 5542        |
| 2011 | 5545        |